# اعلامیه زبان مشترک

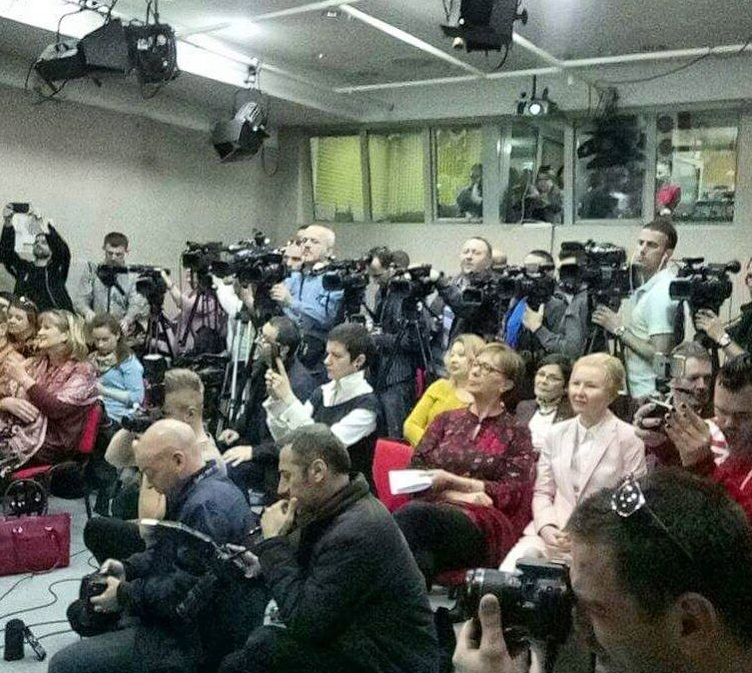
کنفرانس مطبوعاتی در مورد اعلامیه زبان مشترک

اعلامیه زبان مشترک (صربی‌کرواتی: Deklaracija o zajedničkom jeziku یا Декларација о заједничком језику) در سال ۲۰۱۷ توسط گروهی از روشنفکران و سمن‌های کرواسی، بوسنی و هرزگوین، مونته‌نگرو و صربستان که تحت لوای پروژه‌ای تحت عنوان «زبان و ملی‌گرایی» کار می‌کردند، صادر شد. در این اعلامیه آمده‌است که کروات‌ها، بوسنیایی‌ها، صرب‌ها و مونته‌نگرویی‌ها یک زبان معیار مشترک و چندکانونی دارند.
پیش از هرگونه ارائه عمومی، این اعلامیه توسط بیش از ۲۰۰ نویسنده، دانشمند، روزنامه‌نگار، کنشگر و دیگر چهره‌های عمومی برجسته از این چهار کشور به امضا رسید. اعلامیه زبان مشترک تلاشی برای مقابله با گروه‌های ملی‌گرا است و هدف آن بحث در مورد زبان بدون دیدگاه‌های ملی‌گرایانه و کمک به روند آشتی است.

## محتوا
در این اعلامیه آمده‌است که کروات‌ها، بوسنیایی‌ها، صرب‌ها و مونته‌نگرویی‌ها یک زبان معیار مشترک و چندکانونی دارند. این اعلامیه اشاره به این موضوع دارد که این چهار ملت بدون مترجم به راحتی توانایی برقراری ارتباط با یکدیگر را دارند و از فهم متقابل نسبت به هم برخوردار هستند. علاوه بر این، اعلامیه اشاره می‌کند که سیاست‌های زبانی فعلی با تأکید بر اختلافات منجر به ایجاد شمار زیادی پدیده منفی شده‌است و بیان زبان‌شناسانه به عنوان ملاک وابستگی ملی و وسیله‌ای برای تأیید وفاداری سیاسی اعمال می‌شود. در این اعلامیه آمده‌است که لازم نیست که زبان و مردم با هم منطبق شوند و هر کشور یا ملت ممکن است به‌طور مستقل گونه خاص خود را از زبان مشترک داشته باشد و این چهار گونه معیار از وضعیت برابری برخوردار هستند. در این اعلامیه بر لغو هرگونه تفکیک زبانی و تبعیض در موسسات آموزشی و عمومی تأکید شده‌است. در آن همچنین به آزادی انتخاب فردی و احترام به تنوع زبانی نیز اشاره شده‌است.

## ارائه

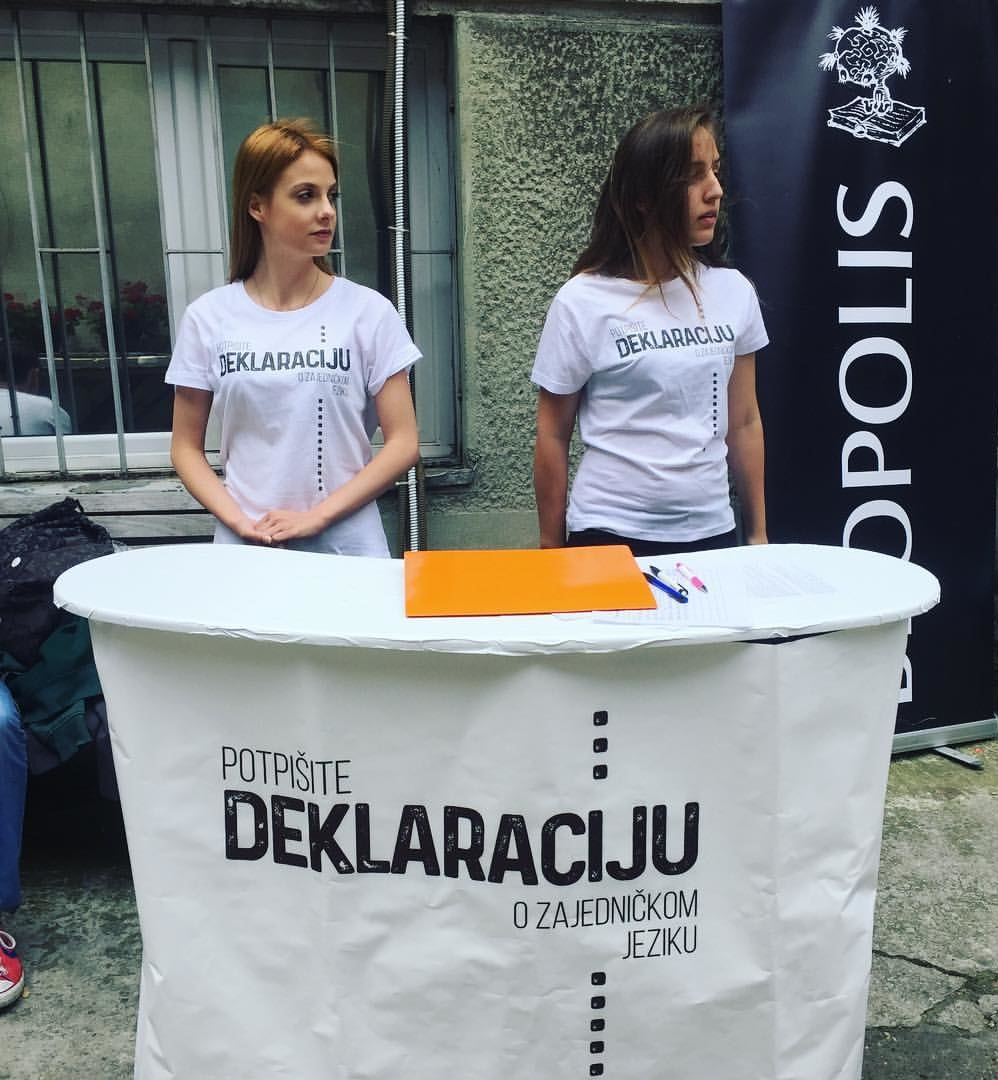
جمع‌آوری امضا برای اعلامیه در بهار ۲۰۱۷

اعلامیه زبان مشترک با بیش از دویست امضای روشنفکران برجسته از کرواسی، مونته‌نگرو، بوسنی و هرزگوین و صربستان به‌طور همزمان در ۳۰ مارس ۲۰۱۷ در زاگرب، پودگوریتسا، بلگراد و سارایوو به مردم ارائه شد و در سارایوو با برگزاری یک کنفرانس مطبوعاتی و سپس دو میزگرد با عناوین «زبان مشترک چیست؟» و «زبان و آینده»، اعلامیه برای امضای سایر افراد گشوده شد. طی چند روز آینده، بیش از ۸٫۰۰۰ نفر آن را امضا کردند. میزگردهای ۲۰۱۷ به شرح زیر بودند:
| میزگردهای ۲۰۱۷ در مورد اعلامیه | میزگردهای ۲۰۱۷ در مورد اعلامیه               | میزگردهای ۲۰۱۷ در مورد اعلامیه | میزگردهای ۲۰۱۷ در مورد اعلامیه |
| مکان                           | موضوع                                        | رویداد                         | تاریخ                          |
| ------------------------------ | -------------------------------------------- | ------------------------------ | ------------------------------ |
| سارایوو                        | زبان مشترک چیست؟                             | ارائه اعلامیه                  | ۳۰ مارس                        |
| سارایوو                        | زبان و آینده                                 | ارائه اعلامیه                  | ۳۰ مارس                        |
| سارایوو                        | چه کسی به زبان مشترک سخن می‌گوید (و نمی‌گوید)؟ | دانشگاه آزاد                   | ۱۰ نوامبر                      |
| زاگرب                          | زبان و ملی‌گرایی                              | جشنواره براندازی               | ۱۹ مه                          |
| بلگراد                         | دربارهٔ اعلامیه زبان مشترک و سایر اهریمن‌ها    | جشنواره ادبی کروکودیل          | ۱۸ ژوئن                        |
| نووی ساد                       | زبان ما مال کیست؟                            | جشنواره خروج                   | ۸ ژوئیه                        |
| نووی ساد                       | دستاوردهای اعلامیه دربارهٔ زبان مشترک چیست؟   | همایش ادبی گفتگوی کتاب         | ۲۹ سپتامبر                     |
| کوتور                          | اعلامیه زبان مشترک                           | روزهای نیگوش                   | ۱ سپتامبر                      |

در طول سال ۲۰۱۸، مجموعه‌ای از سخنرانی‌های عمومی دربارهٔ اعلامیه در همایش‌های دانشگاهی کشورهای مختلف اتحادیه اروپا و سپس ژاپن برگزار شد.

## متن
متن اعلامیه به شرح زیر است:

ما امضاکنندگان به دلیل پیامدهای منفی اجتماعی، فرهنگی و اقتصادی که در اثر دستکاری سیاسی زبان و سیاست‌های کنونی زبانی در بوسنی و هرزگوین، کرواسی، مونته‌نگرو و صربستان به وجود آمده است، اعلام می‌داریم:
اعلامیه زبان مشترک
پاسخ به این پرسش که آیا در بوسنی و هرزگوین، کرواسی، مونته‌نگرو و صربستان از یک زبان مشترک استفاده می‌شود مثبت است.
این زبان یک زبان معیار مشترک از نوع چندکانونی (زبانی که با گونه‌هایی شناسایی‌شده که توسط چندین ملت در چندین کشور صحبت می‌شود؛ مانند آلمانی، انگلیسی، عربی، فرانسوی، اسپانیایی، پرتغالی و بسیاری دیگر) است. این واقعیت با مبنا قرار گرفتن اشتوکاوی برای ایجاد زبان معیار، نسبت یکسان در مقابل زبان مختلف و در نتیجه فهم متقابل، تأیید می‌شود.
استفاده از چهار نام برای گونه‌های معیار (بوسنیایی، کرواتی، مونته‌نگرویی و صربی) به این معنی نیست که این‌ها چهار زبان مختلف هستند.
اصرار بر تعداد اندک اختلافات موجود و تفکیک قهری چهار نوع معیار باعث پدیده‌های منفی اجتماعی، فرهنگی و سیاسی بسیاری می‌شود. این موارد شامل استفاده از زبان به عنوان استدلالی برای توجیه تفکیک دانش‌آموزان در برخی از محیط‌های چند ملیتی، «ترجمه» غیرضروری در دولت یا رسانه‌ها، اختراع اختلاف در مواردی که وجود ندارند، اجبار دیوان‌سالاران و همچنین سانسور (و لزوماً خودسانسوری) نیز می‌باشد، که بیان زبانی به عنوان ملاک وابستگی قومی و وسیله‌ای برای تأیید وفاداری سیاسی تحمیل می‌شود.
ما امضاکنندگان اعلام می‌داریم
- این واقعیت که یک زبان مشترک چندکانونی وجود دارد، حق فرد را در ابراز تعلق به ملت‌ها، مناطق یا کشورهای مختلف زیر سؤال نمی‌برد؛
- هر کشور، ملت، جامعه قومی یا منطقه‌ای می‌تواند آزادانه و مستقل گونه خاص خود از زبان مشترک را استفاده کند؛
- هر چهار گونه معیار موجود کنونی از وضعیت برابری برخوردارند و هیچ‌کدام از آن‌ها را نمی‌توان زبان و سایرین را گویش آن دانست؛
- معیارسازی چندکانونی، شکل دموکراتیک معیارسازی است که نزدیکترین کاربرد واقعی زبان است؛
- این واقعیت که یک زبان معیار چند کانونی مشترک وجود دارد، گویشوران آن را قادر می‌سازد تا آن را به دلخواه نام‌گذاری کنند؛
- گونه‌های معیار زبان چندکانونی، در سنت‌ها و شیوه‌های زبانی و فرهنگی، نوشتار، واژگان و سایر سطوح زبانی تفاوت‌هایی دارند. این وضعیت را می‌توان با گونه‌های معیار مختلف زبان مشترک که این بیانیه در آن منتشر و استفاده می‌شود، نشان داد؛
- اختلافات معیاری، گویشی و فردی جدایی نهادی اجباری را توجیه نمی‌کند و برعکس، به غنای زبان مشترک کمک می‌کنند.

بنابراین، ما امضاکنندگان درخواست می‌کنیم
- لغو انواع شکل‌های تفکیک زبانی و تبعیض در موسسات آموزشی و عمومی؛
- پایان اقدامات سرکوب‌گرانه و غیرضروری تفکیک زبانی که برای گویشوران مخرب است؛
- خاتمه تعریف صحیح از گونه‌های معیار؛
- پرهیز از «ترجمه‌های» اضافه، بی‌معنی و پرهزینه در مراحل قانونی، اداری و رسانه‌های اطلاعات عمومی؛
- آزادی انتخاب فردی و احترام به تنوع زبانی؛
- آزادی زبانی در ادبیات، هنر و رسانه‌ها؛
- آزادی استفاده گویشی و محلی؛
- و سرانجام، آزادی «هم‌آمیزی»، گشودگی و نفوذ متقابل در گونه‌ها و اصطلاحات مختلف زبان مشترک برای سود همه گویشوران آن.

در زاگرب، پودگوریتسا، بلگراد و سارایوو، ۳۰ مارس ۲۰۱۷